# Edward Donovan
Edward Donovan, född O’Donovan i Cork 1768, död i London den 1 februari 1837, var en anglo‑irländsk naturhistorisk illustratör, och zoologisk  och botanisk samlare. Han reste inte själv, men utgav framgångsrikt många bokverk, i vilka han beskrev arter som andra zoologer och botaniker fört till London.
Som auktor inom zoologin benämns han ”Donovan”.